# Жовтець гірський
Жовтець гірський (Ranunculus montanus) — вид квіткових рослин з родини жовтецевих (Ranunculaceae). Вид занесений до Бернської конвенції.

## Біоморфологічна характеристика
Це багаторічна трав'яниста рослина 5–25 см заввишки. Стебло запушене, прямовисне, жорстке, просте чи майже так. Листки голі; прикореневі листки блискучі, голі чи слабо-волосисті, 3–5-роздільні, частки їх яйцеподібні, велико-зубчасті. Квітки числом 1–3, золотаво-жовті, до 2 см у діаметрі. Чашолистки розлогі, запушені. Плоди яйцеподібні, дзьоб 1/6–1/3 довжини плоду. 2n=32. Вид занесений до Бернської конвенції.

## Поширення
Росте у Європі (Албанія, Австрія, Ліхтенштейн, Болгарія, Франція, Німеччина, Італія, Швейцарія, Боснія і Герцеговина, Чорногорія, Хорватія, Македонія, Сербія, Словенія, Румунія, Україна).
В Україні вид росте у Карпатах, зрідка.

## Охорона
Ranunculus fontanus охороняється в Європі і занесений до Додатку І Бернської конвенції (охоронна категорія: вид підлягає особливій охороні).